# غشاء حيوي

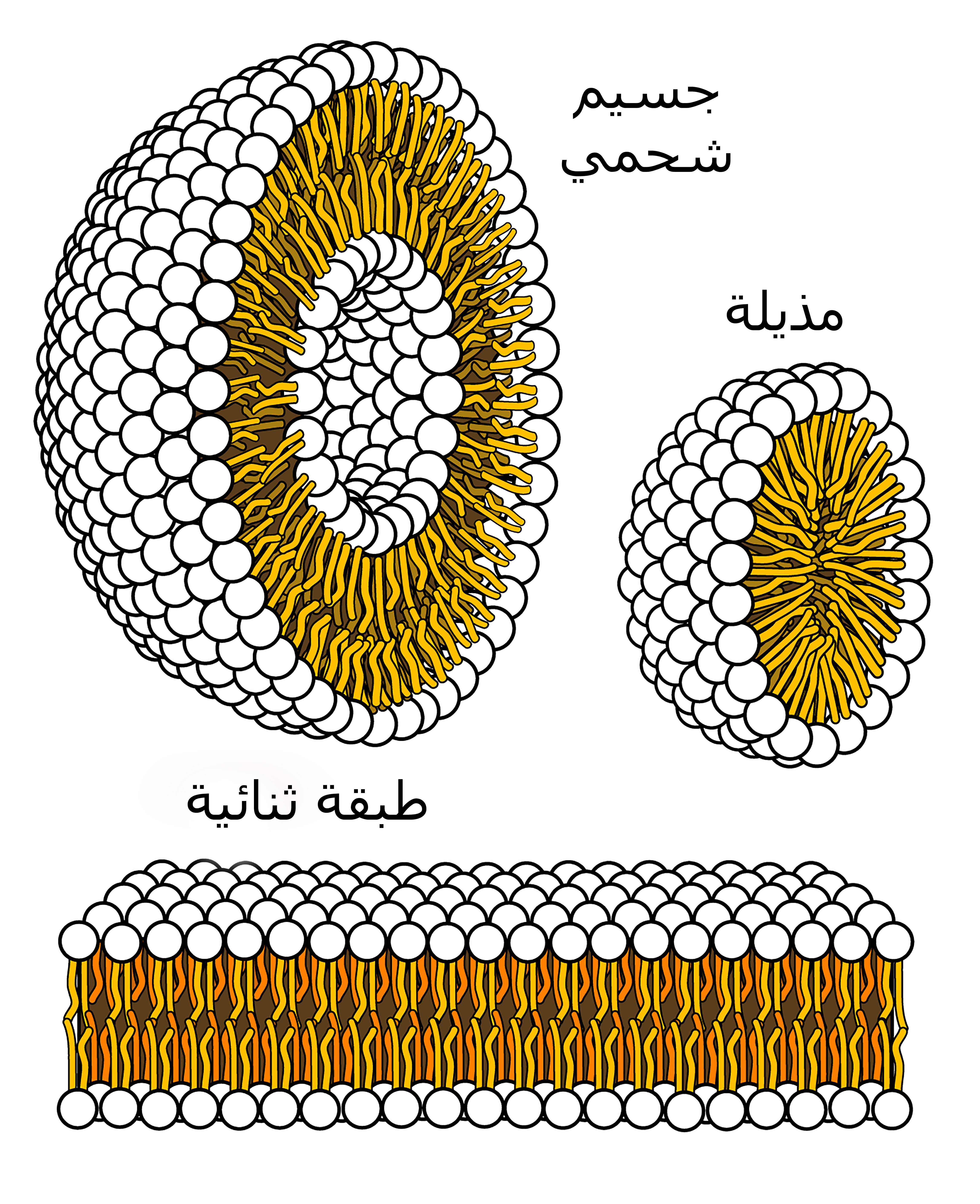
قِطاع يُظهِر التركيبة التي يُمكن أن تَتَشكل مِن الشَّحميات الفُسفورية في مَحلول مائيّ

الغشاء الحَيَوِيّ أو الغشاء البَيُولُوجِيّ أو الغشاء الأَحيَائِي (بالإنجليزية: Biological membrane)‏ أو (بالإنجليزية: Biomembrane)‏، هُوَ غِشاء مُحيطي أو مُنفصِل يَعمل كغِشاء شِبه مُنفِّذ داخِل الكائنات الحية. بالإضافة إلى أنَّه عِبارة عَن مَجموعة مُعَقدة مِنَ الدهون والبروتينات والسكريات (أو السكريات الأحادية)، تَعمَل عَلى السَّيطرة على تَبادُل المََواد بَين داخل وخارج الخلية. المكونات الرئيسية للغشاء البُيولوجيّ هي الدهون الفوسفاتية. التي لَدَيها القُدرَة عَلى التَّنظيم الذاتيّ في طَبقة مُزدَوَجة.
الأغشية البَيُولوجِيّة في شَكلِها هِي مِن الأغشية الخلوية حَقيقيَّة النُّوى، حَيثُ تَتكونُ مِنْ ليبيد ثُنائيُّ الطَّبقَة مَع بروتين غِشائيّ مُدمَج وبروتين غِشائي مُحيطيّ. تُستخدم في الاتصال ونَقل المَواد الكيميائيّة والأيونات.
الجُزء الأكبَر مِنَ الدهون في غِشاء الخَليّة يُوفر نسيج بيني مائع للبروتينات للتدوير والانتشار جانبياً للوَظائِف الفسيولوجيّة، حيثُ تَتكيف البروتينات لِبيئة غشاءٍ ذي سيولَةٍ عالِية مِن طبقة ثُنائية الدهون مَع وجود قِشرة الدهون الحَلقيّة، والتي تتكون مِن جزيئات الدهون الموجودة عَلى سَطح البروتين الغِشائي المُدمج. تَختلف أغشية الخلايا عن الأنسجة المَعزولة التي تُشكلها طبقات مِنَ الخلايا، مِثل الأغشيّة المُخاطِية والأغشيّة القاعِديّة والأغشيّة المَصْلِية.

## التركيب
تَختلف حِصَص المُكونات المُختلفة (الكربوهيدرات والبروتينات والدهون) من نوع خلية إلى أخرى. يُمكننا مَع ذلك إعطاء أمثِلة عَلى القِيَم التي تَمَّ العُثور عَليها لِخَلية الدَّم الحمراء:
- الدهون: 40% (55% دهن فسفوري، 25% من الكوليسترول و20% غليكوليبيد)
- الكربوهيدرات: 8% (سكريات)
- البروتين: 52%

بالإضافة إلى ذلك، هذه التَّركيبة غَير مُتماثلة بِشكلٍ عام. وبِعبارة أُخرى، كُل غِشاء لَهُ تَكوين مُعين. هذا التَّبايُن في التَّركيب يَرتبط بطبيعة الحال بِعَدَم التَّماثل في الوظيفة. مِن حَيث نِسبَة الدهون في الغشاء، حَيثُ تَتَكون الطَّبقة الخارِجية أساسًا مِن السكريات، والكولسترول، سفينغوميالين وفسفاتيديل، وتتكون الطَّبقة الداخِلية أساسًا من الكولسترول، وفوسفتيدلينوستول، وفسفاتيديل، وفسفاتيديل إيثانولامين. ومع ذلك، فإن الغِشاء الدُّهني المَوجود في الطبقة الخارجية يُمكن أن يَمُر من خلال طَبقة والعكس كذلك بِفَضل ظاهِرة تُعرف باسم ظاهِرة التَّقلب المفاجئ هُوَ موقف تَبادل الدهون في الطبقة الخارجية مع دهون الطبقة الدَّاخلية.

### اللاتماثل

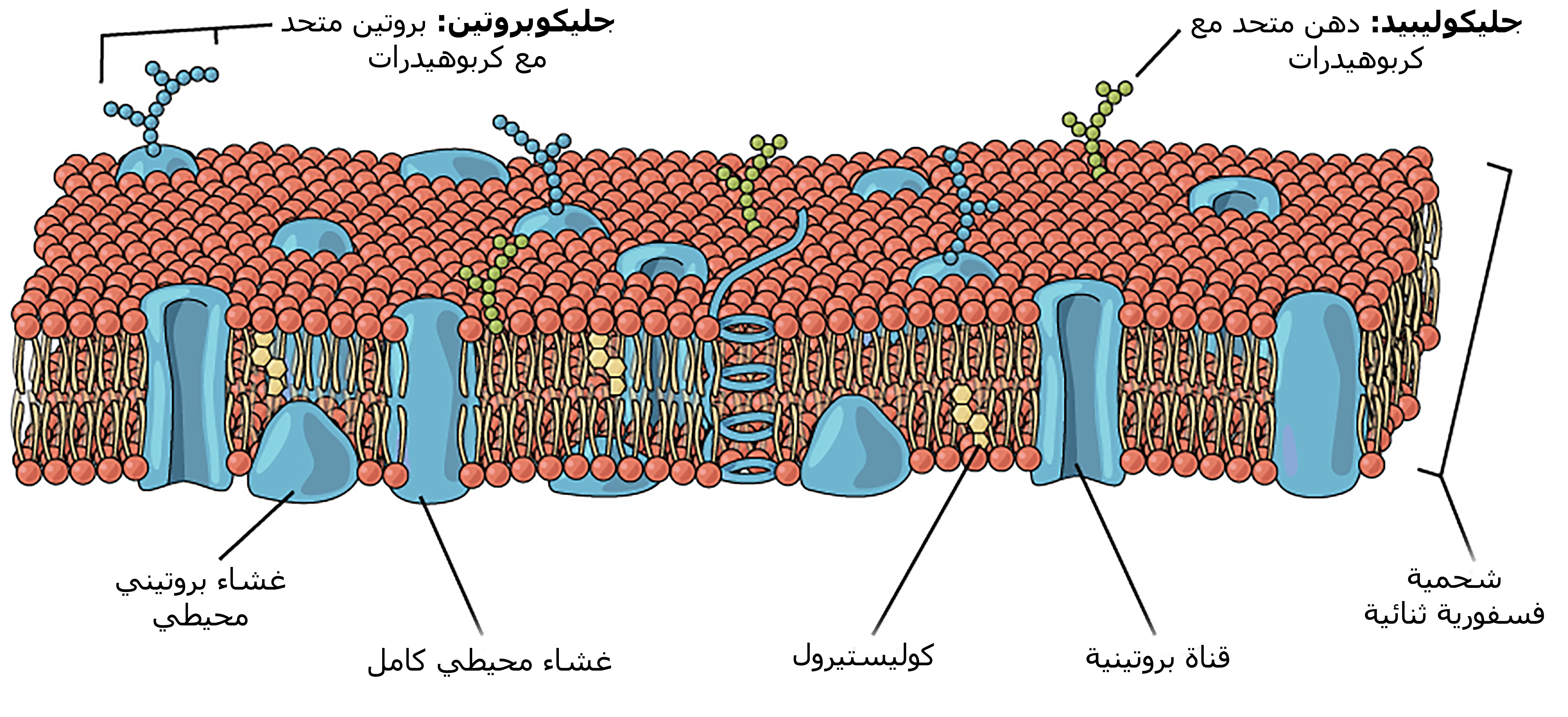
يُبَين الشّكل نَموذَج غِشاء السائِل مِن طَبقة ثُنائيّة شَحميّة فُسفوريّة.

يَتَكون الليبيد ثُنائيّ الطَّبقة مِن طَبقتين-وُرَيقة خارجيّة ووُرَيقة داخلية.
يَتم تَوزيع مُكونات الطبقات الثُّنائيّة بِطريقة غَير مُتساوية بَين السَّطحين لِينتُج عَدم تماثل بَين السُّطوح الخارِجيّة والدّاخليّة. هذه المَنظومة غَيرُ المُتماثلة مُهمة لِوظائِف الخَلية مِثل إشارات الخلية. عَدم تماثل الغشاء البُيولوجيّ يَعكِس وَظائف مُختلفة لوريقتين مِن وُريقات الغشاء. وكما أظهرَ نموذج غشاء السائل ذو الشحميات الفسفورية، الوريقة الخارجية والداخلية من الغشاء غير مُتماثِلة في تَكوينَها، حيثُ أن بَعض البروتينات والدهون تَبقى عَلى سَطحٍ واحدٍ مِنَ الغِشاء فقط.
• كُل مِن غِشاء البلازما والأغشية الدَّاخلية تمتلكُ وجهًا من عصارة خلوية وغشاء بلازمي •
يَتم الحِفاظ عَلى هذا التَّوجه أثناء النقل الغِشائي-حيثُ أنّ البروتينات، والدهون، والمترافقات السكرية (بالإنجليزية: glycoconjugates)‏ تُواجه التَجويف الأنبوبي للشبكة الإندوبلازمية وجهاز جولجي في جانب مِن الغِشاء البلازمي خارِج الخلية. في الخلايا حقيقية النوى، يَتم تَصنيع شحميات فسفورية جَديدة مِن الإنزيمات المُرتبطة بِجزء مِن غشاء الشبكة الإندوبلازمية، والذي يُواجه العصارة الخلوية. هذه الإنزيمات تَستَخدم الحُموض الدسمة اللامؤستَرة الحُرة كركائز، تَعمَل عَلى تَخزين جَميع الشحميات الفسفورية الجديدَة في نِصف العُصارة الخَلوية ذي الطَّبقة الثُّنائيّة، لِتَمكين الغِشاء مِن النُّمو بالتساوي، ثُم يَتم تَحويل نِصف الجزيئات الفوسفورية الجديدة إلى أحاديّة الطبقة الُمعاكِسة. ويتم تحفيز هذا النَّقل مِن إنزيم يُسمى فلبيز. حيثُ يَعمل فلبيز في غشاء البلازما على نَقل شَحميّات فُسفورية مُحددة بشكل انتِقائي، بحيث تُصبح أنواع مُختلفة مِنها تتركز في كل من أحاديّ الطبقة.
استخدام فلبيز الليبيد لَيست الطريقة الوَحيدة لإنتاج عَدم التماثل في الطبقات ثُنائيّة الدهون. عَلى وجه الخُصوص، تُعمل آلية مُختلفة للدهون السكرية-الليبيدات، وهي التي تُظهر التَّوزيع غَير المُتماثل الأكثر اتساقًا وثباتًا في الخلايا الحيوانية.

### دهون
يَتكون الغشاء الحَيويّ مِن الدهون التي لَها ذُيول كارهة للماء ورُؤوس محبة للماء. الذَّيل هو ذَيل هيدروكَربوني ولِطولِه وتَشبعه دور مُهم في تَمييز الخلية. وتَظهر الرَّوافِد الدُّهنية عِندما تُجمع أنواع الدهون والبروتينات في مَجالات في الغشاء. وتُساعد هذه التّعليمات في تَنظيم مُكونات الغشاء في المَناطق المَحلية التي تُشارك في عَمليّات مُحددة، مِثل توصيل الإشارة.
يَتَكون الغِشاء مِن طَبَقة ليبيد ثنائي الطبقة، والدهون الفوسفورية في مُعظم الحالات. يَتكون كُل دُهُن لِلغشاء مِن رَأس قطبي مائي مُوجه نَحو الخارِج مِن الغِشاء وذَيل مَسعور (سِلسلة حامِض دُهني مُشبع أو غَير مُشبع) مُوَجه نَحو الدِّاخل. سُمك الغِشاء حَوالي 7.5 نانومتر. يُوصف الغِشاء السيتوبلازمي بأنه «ديناميكي»؛ بسبب تَجديدِه المُستَمر.
خلايا الدَّمِ الحَمراء، أو كُريات الدَّم الحَمراء، لَديها تَكوين للدهون فَريد مِن نَوعه. وتَتَكون طَبقة خلايا الدم الحمراء مِن الكوليستيرول والشحميات الفسفورية بِنسب مُتساوية في الوزن. يَلعب غِشاء الكُريّات الحَمراء دورًا حاسمًا في تخثر الدم في طبقة ثنائية من خلايا الدم الحمراء تسمى فسفاتيديل سيرين. عادًة ما تكون في الجانِب البلازمي مِنَ الغشاء. ومع ذلك، فإنها تنقلب إلى الغِشاء الخارجي لاستِخدامِها أثناءَ تخثر الدم.

### التنظيم الذاتي لدهون الغشاء
تنظم الدهون نَفسَها تِلقائيًا عَلى شَكلِ مذبلات أو ليبوسومات اعتمادًا عَلى حَجم الجُزء الكارِه للماء في الوَسَط المائي. جَميع الأجزاء كالذيل المَسعور والرُّؤوس المحبة للماء تَتَعَرَّض لِوسط مائي. إذا كانَ الجُزء المَسعور غَير ضَخِم، فإنَّ الدهون سَوفَ تُشكل المذيلات، وإلا فإنَّها سَوفَ تشكل الجُسَيمات الشَّحمية (مع غشاء ثنائي الطبقة الدهنية). يَتِم هذا التَّرتيب بِشكل طَبيعي؛ لأنه يَسمَح لِلنظام أن يَكونَ لَديه إنتروبيا أعلى.

### بروتينات
تَحتوي الطبقات الثنائية مِن الشَّحميات الفُسفورية عَلى بروتينات مُختلفة. تُشكل هذه البروتينات غِشاءا لَه وَظائِفٌ وخَصائص مُختلفة، حَيثُ يُحفِّز التفاعلات الكيميائية المُختلفة. البروتينات المُتكاملة تَمتد مَع المَجالات المُختلفة عَلى كِلا الجانِبيْن. وتَعقِد ارتباطًا قويًا مَع الطبقة ثنائية الدهون ولا يُمكن أن تُصبح مُنفصلة بِسهولة. إلا بالعِلاج الكيميائي الذي يَكسِر الغشاء. أمّا البروتينات الطَّرفيّة فإنها على عَكس البروتينات المُتكاملة في أنها تَحمل تَفاعلات ضَعيفة مَع سَطح الطبقة الثُنائية ويُمكن بِسهولة أن تُصبح مُنفصلة عَن الغشاء. وتَقع البروتينات الطرفية على وجهٍ واحد فَقط مِن الغشاء ما يجَعل الغشاء غير مُتماثِل.
| الفِئة الوَظيفية | البروتين (مثال)                  | وظائِف مُحدّدَة |
| -------------- | -------------------------------- | --- |
| الناقِلات       | مَضخة الصوديوم والبوتاسيوم        | تَعمل بِنشاط عَلى ضَخ أيونات الصوديوم إلى خارِج الخلايا وأيونات البوتاسيوم إلى داخِل الخلايا.                                  |
| الركائز        | إنتغرين                          | رَبط خيوط الأكتين داخِل الخلايا مع بروتينات خارج الخلايا.                                                                  |
| مُستقبلات       | مستقبل عامل نمو مشتق من الصفيحات | يَرتبط بعامل النمو المشتق من الصفائح الدموية خارج الخلية، ونَتيجة لِذلك يُوَلد إشارات داخِل الخلايا تُسبِّب في نمو وانقسام الخلية |
| إنزيم          | الإنزيم محلق الأدينيليل          | يُحفز إنتاج جزيء الإشارات الجزيئية AMP استجابَة للإشارات خارج الخلية.                                                      |

### سكريات قليلة التعدد
سكريات قليلة التعدد أو قليلة السكاريد هي نَوع مِن السُّكريات التي تَحتوي عَلى البوليمرات، يُمكن أن تَكون مُرتبطة ارتباطًا تساهميًا بالدهون لِتشكيل ليبيد سكري (غلايكوليبيد) أو مَع البروتينات لِتَشكيل بروتين سكري في الغشاء. الأغشية تَحتوي على السكر الذي يَحتوي عَلى جُزيئات الدهون المعروفة باسم شحمي سكري في طبقة ثُنائيّة، حيث أن مَجموعات السكر عَلى سَطح الخَلية يُمكِن أن تُشكل روابط الهيدروجين. والشحميات السكرية أفضل مِثال على عدم التماثل في طَبقة ثُنائيّة الدهون. حيثُ تُؤدي عددًا كبيرًا مِنَ الوَظائف في الغِشاء الحَيوي أهمها الاتصال، بِما في ذلك التَّعرف عَلى الخلايا والتصاق الخلايا الخلوية. أمّا البروتينات السُّكرية فهي بروتينات مُتكاملة. تلعب دورًا هامًا في الاستجابة المناعية والحِماية.

## تَشكُّل
تَتَكون الطبقة الثُنائِية الفُسفورية مِن تَجميع الدهون في الغشاء في المحاليل المائِيّة. ويَتَسبب التَجميع بِتأثير كاره للماء، حيثُ تَنتهي النِهايات الكارهة للماء مَع بَعضها البَعض، ويَتم عَزلُها بَعيدًا عَن الماء. هذا التّرتيب يَزيد مِن الترابط الهيدروجيني بَينَ الرّؤوس المحبة للماء والماء مع تَقليل الاتِّصال بَين الذيول الكارهة للماء والماء. حيثُ أنّ زِيادَة الروابط الهيدروجينية المُتاحة يَزيدُ مِن اعتلاج النِّظام لِتصبح عَمليّة تِلقائِية.

## وظيفة

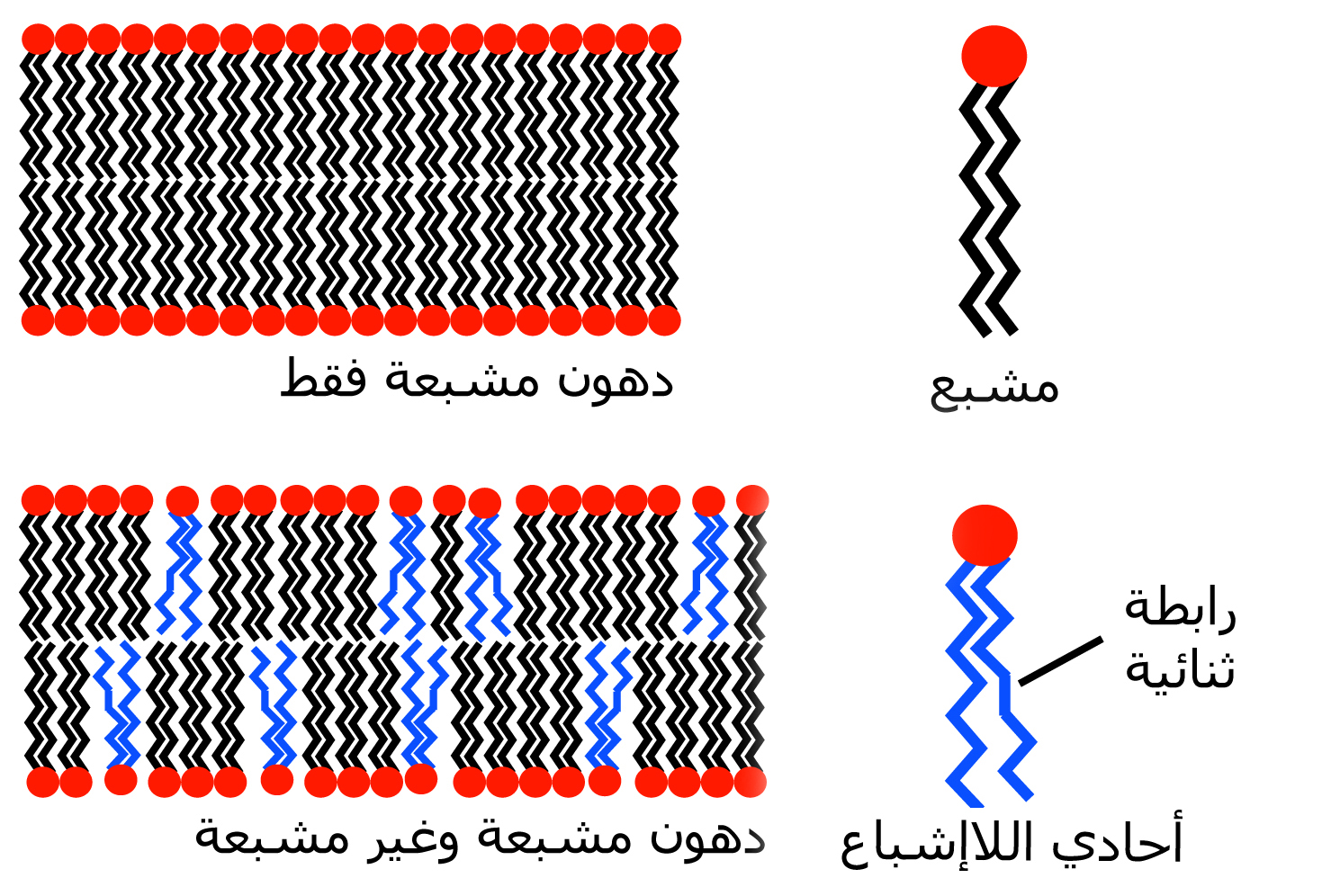
تَأثير الأحماض الدهنية غير المُشبعة عَلى بِنْية الغِشاء.

الجُزيئات الحَيويّة هِي جزيئات مُزدوجة الألفة أي «تألف الماء والمذيب العضوي»، أي في وقت واحد محب وكاره للماء. الطبقة الثنائية مِنَ الشحميات الفسفورية تَحتوي عَلى مَجموعات محبة للماء مَشحونة وتَتَفاعل مَع الماء القطبي. تحتوي الدهون أيضًا عَلى ذُيول كارهة للماء، والتي تَجتمع مَع ذُيول كارهة للماء مِن طَبقة أخرى تَكميليّة. وعادًة ما تَكون الذيول كارهة الماء للأحماض الدهنية مُختَلِفة في أطوالِها. تفاعلات الدهون، وخاصة الذّيول الكارهة للماء، هي التي تُحَدد الخَصائص الفيزيائية لِلطبقة ثُنائية الدهون مِثل السيولة.
الأغشية في الخلايا عادًة ما تُحدِّد المَساحات المُغلقة أو الحَيز لِلخلايا، والتي قَد تُحافظ عَلى بيئة كيميائية أو بِيوكيميائيّة تَختلف عَن الخارِج. عَلى سبيل المِثال: الغشاء المحيط بدروع البيروكسيسوم الذي يَقوم بِحماية بَقية الخلية مِن البيروكسيدات، والمواد الكيميائية التي يُمكِن أن تَكون سامّة لِلخلية. وغِشاء الخلية له القدرة على فَصل خَليةٍ مِن الوَسط المحيط بِها. كما أنّ البيروكسيسوم هُو شَكل واحد مِن فجوة وجدت في الخلية التي تَحتوي عَلى مُنتجات ثانَوية مِن التفاعلات الكيميائية داخل الخلية. ويَتِم تَعريف مُعظم العضيات بِواسطة هذه الأغشية، وتسمى العضيات «مُرتَبِطة بالغشاء».

### النفاذية الاختيارية
رُبما أهَم سِمة مِن سِمات الغشاء الحيوي هُو أنّه بِنْيَة ذو نَفاذية انتقائِية. وهذا يَعني أنَّ الحجم، والشحنة، والخصائص الكيميائية الأخرى للذرات والجزيئات التي تُحاوِل عُبورَه هِي التي تُحدد ما إذا كانَت تَنجح في القيام بذلك أم لا. النفاذية الانتقائية ضَرورية لِلفصل الفَعّال لِلخلية أو العضيات مِن مُحيطها. حيثُ أن الأغشية الحيوية أيضًا تَمتَلِكُ بَعضَ الخَصائص الميكانيكية وخاصيّة المرونة التي تَسمَحُ بِتغيير الشكل والانتقال على النَّحو المَطلوب.
وبصفة عامة، يُمكن لِلجزيئات الصَغيرة الكارهة للماء أن تَعبُر بِسهولة الطَّبقات الثنائيّة مِن الشَّحميات الفِسفورية عَن طَريق الانتشار البَسيط. في المَقام الأول، تُشَكل الأغشية البُيولوجية حاجِزًا انتقائيًا بَينَ داخِل وخارِج الخلية أو حُجرَة الخلية (العضية). وبالتَّالي فإنَّ لَها خاصِية النَّفاذِية الانتقائية، والتي تَجعلُ مِنَ المُمكن التَّحكم في دُخول وخُروج الجُزيئات والأيوناتِ المُختلفة بَين البيئة الخارِجيَّة والداخليَّة. هذا يَسمحُ لِكل عُضية في الخلية بأكملها أن يَكونَ لَها تَكوين مُختلف عَن التَّكوين الخارِجي.
تكون الأغشية قابِلَة لِلاختراق فَقط لِلجُزيئات الصَّغيرة الكارهة للماء (الأكسجين، النيتروجين، غليسرول...)، عن طريق الانتِشار البَسيط. ولكنَّها تُستخدم لِدعم العَديد مِن البروتينات عَبرَ الغِشاء الذي يَتمثل دَورُه في تَنظيم التبادلات عَبر الغِشاء (مثل قناة أيونية لنقل الأيون، بروتين الأكوابورين لنقل المياه عن طريق التناضح...). مِنَ المُمكِن التَّمييز بَين أنواع النَّقل المُختلفة عَبر الغِشاء:
1.النقل السلبي: يَعمَل عَلى نَقل المُركبات دون استِهلاك الطاقة (على طول التَّدرج الكَهروكيميائي). هُناك نَوعان مِن النَّقل السلبي:
- انتشار بسيط: انتشار المُركبات مُباشرةً مِن طَبقة ثُنائية الدهون.
- النقل النشط: نَقل المُركبات مِن خِلال طَبقة ثُنائية الدهون باستخدام بروتين نقل واستهلاك الطاقة على شكل ATP (مُقابِل التَّدرج الكهروكيميائي).

2.النقل الغشائي لِلجُزيئات الأكبَر يَتِم عَن طريق الإدخال الخلوي (داخلي) والإخراج الخلوي (إلى الخارج).
بِشكلٍ عام، يَعمل الغِشاء كَحاجِز انتِقائي عَلى المَعلومات البُيولوجيَّة. هذه المَعلومات تأخذ شكل هرمون، سكر، بروتين..إلخ. يَتِم التِقاطُها مِن خِلال المُستَقبِلات الغِشائية والبروتينات القادِرَة عَلى التَّعرف عَلى المُركب تحديدًا. هذا الاعتِراف يُطلق آلية إشارَة خلوية مِما يؤدي إلى استِجابة الخلية للإشارة التي تَلَقتها.
الجُسيمات المَطلوبة لِلوظيفة الخَلَوية وغَير قادِرَة عَلى الانتشار بِحُرية عَبر الغِشاء، تَدخُل مِن خِلال بروتين ناقل غشائي أو تُؤخذ عَن طريق الإدخال الخلوي، حَيث يَسمح الغِشاء لِلفجوة بالانضمامِ إليه ودَفع مُحتوياتِه في الخلية. وهناك أنواعٌ كَثيرة مِن الأغشية البلازمية المُتَخصصة يُمكِن أن تَفصل الخلية عَن البيئة الخارِجية مثل: الغشاء القمي، والغشاء القاعدي الجانبي، والغشاء قبل التشابكي والغشاء بعد التشابكي، وأغشية كل من الأسواط، والأهداب، والخملات الدقيقة، والأرجل الكاذبة خيطية والأقدام الصفاحية، وغشاء غمد الليف العضلي، فضلاً عن الميالين المُتخصص وأغشية العمود الفقري التغصنية (الشجرية) مِنَ الخلايا العصبية. ويُمكِن أن تُشكل أغشية البلازما أيضًا أنواعًا مُختلفة مِن هياكل«الغشاء الفائق» مثل الكُهَيف، والكثافة بعد تشابكية، والجسيم القدمي، والإنفادوبوديوم، والجسيمات الرابطة، وشق الجسيم الرابط، الالتصاق البؤري، الموصلات الخلوية. جَميع هذه الأنواع مِن الأغشية تَختَلف في تَكوين الدهون والبروتين.
يوجَد أنواع مُتميّزة مِن الأغشية أيضًا تَعمل عَلى خلق العضيات داخِل الخلايا مِثل: الجسيم الداخلي، الشبكة الإندوبلازمية الملساء والخشنة. الشبكة البلازمية العضلية، جهاز جولجي، الجُسيم الحال، ميتوكندريون (الأغشية الدّاخلية والخارِجية)؛ النواة (الأغشية الداخلية والخارجية)؛ بيروكسيسوم. فجوة عصارية، حُبيبات سيتوبلازمية. حُويصلات الخَلية (جسيم بلعمي، جُسيم بُلعمي ذاتي، الحُويصلات المُغلفة بالكلاثرين، الحويصلات المغلفة بCOPI والحويصلات المغلفة بCOPII) والحُويصلات الإفرازية (تتضمن جسيم تشابكي، جسيم قمي، جسيم ميلانيني، والحبيبات أليفة الكروم). الأنواع المختلفة من الأغشية البيولوجية لَديها تَركيبات مُتنوعة مِن الدهون والبروتين. أما محتوى الأغشية فهو يُحدد خَصائِصها الفيزيائية والبُيولوجية«الحيوية». وبَعض مُكونات الأغشية تَلعب دورًا رئيسيًا في الطب، مثلَ مَضخات التَّدفُق التي تَضخ الأدوية خارِج الخلية.

### السيولة
اللُب الكاره للماء مِن الطبقة الثُّنائية ذي الشحميات الفسفورية يَكونُ في حَركة مُستمرة بِسبب تَناوب الدَّوران حَول رَوابط ذيول الدهون. وبسبب الرابطة الهيدروجينية بالماء، تَظهِر مَجموعات رُؤوس الماء حَركة أقل ودَورانها وتَنقلُّها يَكون مقيدًا. وهذا يؤدي إلى زيادَة لزوجة الطبقة ثنائية الدهون فتصبح أقرب إلى رؤوس الماء.
تَحت درجة حرارة انتقالِية، الطبقة ثُنائية الدهون تَفقِد السُّيولة عِندما تَظهر الدهون عالِية الحركة، أما الحَركة الأقل تَجعل الطبقة صَلبة تُشبه الهُلام. دَرجة الحَرارة الانتقالِية تَعتمد عَلى بَعض المُكونات مِن الطبقة ثنائية الدهون مثل: طول السِلسِلة الهيدروكربونية وتَشبع الأحماض الدهنية. وتُشكل السُّيولة المُعتمِدة على درجة الحرارة سِمَة فُسيولوجية هامّة للبكتيريا والكائِنات ذوات الدم البارد. وتُحافظ هذه الكائِنات على سُيولة ثابِتة عَن طريق تَعديل تَكوين الأحماض الدهنية الغشائية وفقًا لِدرجات حرارة مُختلفة.
في الخلايا الحيوانية، يَتم تَضمين سُيولة الغِشاء مِن خلال إدراج الكوليستيرول. هذا الجُزيء مَوجود بِكميات كَبيرة خاصًة في غشاء البلازما، حيث يُشكل حَوالي 20% مِن الدهون في الغشاء مِن ناحِية الوزن. ولأن جُزيئات الكوليستيرول قَصيرة وصَلبة، فإنها تَملأ الفراغات بَين جُزيئات الحويصِلة الشَحمية الفُسفورية المُجاورة التي تَتركها الرواسب في ذيل الهيدروكربون غَير المُشبع. وبهذه الطريقة يَميل الكوليستيرول إلى تَقوية الطبقة الثُّنائيّة، مِما يَجعلها أكثر صَلابة وأقل نَفاذية.
سُيولة الغِشاء مُهمة لِجميع الخلايا لِعدة أسباب من أهمها: أنَّها تُمكن بروتينات الغِشاء مِن الانتشار بِسرعة عَلى سَطح الطَّبقة الثُّنائية والتَّفاعل فيما بَينها. على سبيل المثال، في تأشير الخلية، فإن غِشاء الدهون والبروتينات يَسمح بِنشرها مِن مَوقعها، حيثُ يَتم إدراجُها في طَبقة ثُنائية بَعد تصنيعها إلى مَناطق أخرى في الخلية. ما يَسمح لِلأغشية بالتفاعل فيما بَينها وخَلط جُزيئاتها، ويَضمن أن يَتم تَوزيع جُزيئات الغشاء بالتساوي بَين الخلايا الوليدة عِندَما تَنقسم الخلية. أما إذا كانَت الأغشية الحيوية غير سائِلة، فمن الصَّعب أن نَتصور كيفَ يُمكن للخلايا أن تَعيشَ وتَنمو وتَتَكاثر.

### القدرة على الختم
الأغشية لَدَيها القُدرَة عَلى الاندماج والفصل. هذه الآلية هِيَ راجِعة لِظاهِرة التَّسرب الخَلويّ والتِّقام الخَلَويّ.

## الغشاء والتوتر السطحي
التوتر السطحي للغِشاء البُيولوجي هو صِفر: فَهو لَيسَ كَفُقاعة الصَّابون التي تَنفجرُ مِن أدنى لَمسة! من ناحية أخرى، يُمكن أن يَكونَ هذا الجُهد غَير صِفري محليًا. فمن ناحية، تَميل الرُّؤوس القُطبية لِلدهون التي لَيست سائِلة جدًا إلى الاندِماج مِن خِلال خَلق ذُروة سَلبية لِلتوتر. ومن ناحية أخرى، تَميلُ الذُّيول الكارِهة للماء إلى احتلال مَساحَة كَبيرة؛ مِما يُؤدي إلى خَلق ذُروة جُهد إيجابي مَحليًا. تَبقى أبعاد الجُهد الإيجابية والسَّلبية مُتوازنة في حين يَبقى التوتر السطحي الكُلي صفرًا.

## تاريخ

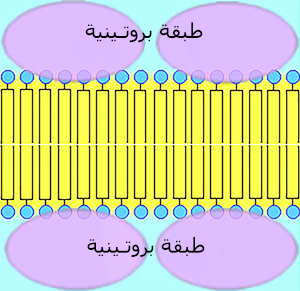
مُخطط طَبقة ثُنائية مِنَ الدهون مع البروتينات الطَّرفية.

- عام 1665: لاحَظَ روبرت هوك الخلايا لأول مَرة باستِخدام مجهر ثنائي العدسة.
- 1632-1723: لاحَظَ أنطوني فان ليفينهوك لأول مَرة وُجود البروتوزوا والبكتيريا وخلايا الدم الحمراء بفضل مجهره.
- عام 1813: وَصَف ميشيل أوجين شيفيرول مَفهوم الأحماض الدهنية. في عام 1823، نَشَر كِتابَهُ «تَحقيقاتٌ كيميائيةٌ عن الدهون الحيوانية من أصل حيواني».
- عام 1847: قامَ ثُيودور نيكولاس غوبلي بِعَزِل الليسيثين مِن صفار البيض. هُوَ مَن قامَ باكتِشاف فسفاتيديل كولين.[31]
- عام 1855: قام فون ناغيلي وكارل كارمير بوضع مفهوم الغشاء كَحاجِز لِشَرح ظَواهِر التناضج.
- عام 1895: افتَرض تشارلز إرنست أوفرتون أنَّ الأغشية الحَيوية تَتَكون من الدهون. وكانَت فَرضيتهُ مَبنية عَلى أنَّ المَواد المُحبة لِلدّهون (الدُّهون القابلة للذوبان)، هي أسهل بكثير لِلوصول إلى الخلايا من تِلكَ التي تُعتبر كارِهة لِلدهون.
- عام 1917: اشتبه الكيميائي إرفينغ لانغموير في أن الشحميات الفسفورية تَطفو على سَطح الماء.[32]
- عام 1925: قام العالِمان الهولنديان غورتر وغرندل بِتطوير نَموذج ثُنائي الطبقات:[33] حيثُ تَمّ تَرتيب الدهن الفسفوري مع مجموعات الماء كَطبقة مُزدوجة في الغشاء، حيثُ تجاهلا تمامًا مُحتوى الغشاء من البروتين في هذا النموذج.[34]
- عام 1935: قُدم النموذج الكلاسيكي لِبناء غِشاء حَيويّ: حيثُ يَتكون الغِشاء الحيوي من طَبقة دُهنية ثُنائية الجُزيئات. ذُيول كارِهة للماء مِن الدهون تواجه بعضها البعض، وتغطي رؤوس ماء من البروتينات. باختصار: البروتين-الدهون ثنائية الطبقات-البروتين. حيث تُظهر الصورة المجاورة الأغشية الحيوية ببنية ثلاثية الطبقات: طبقتان خارجيتان (بسمك 2.5 نانومتر)، وطبقة متوسطة (بسمك 3 نانومتر). ويسمى هذا النموذج «غشاء الوحدة».[35]
- عام 1965: قام بانغام ستانديش وواتكينز باستخراج الجسيمات الشحمية الأولى من فسفاتيديل كولين البيض المجفف.[36]
- عام 1972: خَلصت التَّجارب إلى أنَّ الغِشاء الحَيوي لا يُمكن أن يَكون ثابتًا بَل في حَركة مُستمِرة.
- أظهرت دِراسات مُختلفة أنَّ البروتينات ومُختلف جُزيئات الدهون، لَيست مُوزعة بِشكل مُتساوي عَلى سطح الغِشاء الحَيوي، كما هُوَ مُتوقع في السائل النَّقي. بدلاً من ذلك، هُناك مَناطق يَكون فيها تَركيز عالي مِن البروتينات (ما يسمى جُزر المُستقبِلات) أو أنواع مُعينة مِن الدهون (ما يُسمى طوف الدهون)، والتي يَتم إعادَة تَجميعُها باستِمرار.[37].[38][39]

### عام
- von Heijne G, Rees D (أغسطس 2008). "Membranes: reading between the lines". Curr. Opin. Struct. Biol. ج. 18 ع. 4: 403–5. DOI:10.1016/j.sbi.2008.06.003. PMID:18634876. مؤرشف من الأصل في 2018-08-26.
- Brown، Bernard (1996). Biological Membranes (PDF). London, U.K.: The Biochemical Society. ص. 21. ISBN:0904498328. مؤرشف من الأصل (PDF) في 2015-11-06.
- Phillip Eichman, « From the lipid bilayer to the fluid mosaic: a brief history of membrane models », University of Minnesota: Sociology, History and Philosophy of Science: teachers' network news, vol.9(2), 1999.

## وصلات خارجية
- Membranes في المكتبة الوطنية الأمريكية للطب نظام فهرسة المواضيع الطبية (MeSH).

- تكوين الأغشية الحيوية
- Cyberlipid.org، « التسلسل التاريخي لعلم الدهون »